# フィリップ1世 (バーデン辺境伯)

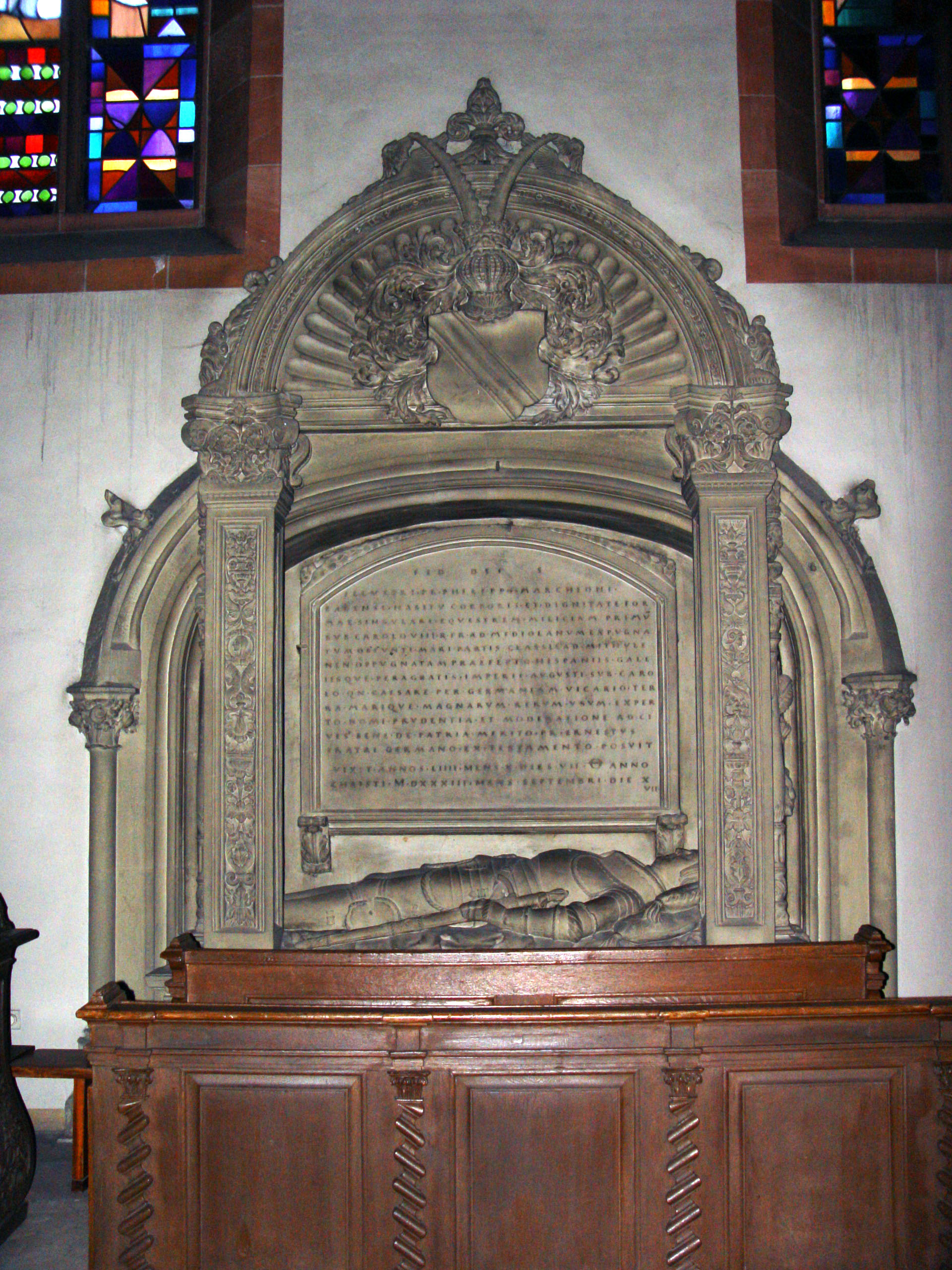
フィリップ1世の墓

フィリップ1世（Philippe I., Mgf. v. Baden, 1479年11月6日 - 1533年9月17日）は、バーデン＝シュポンハイム辺境伯。1515年に父の領地であるバーデン（バーデン＝バーデン）、ドゥルラハ、プフォルツハイム、アルテンシュタイク、およびエーバーシュタイン、ラール、マールベルクの一部の統治を引き継ぎ、1527年に領土を継承するまで総督として統治した。また、1524年から1527年まで、第二次帝国統治院において帝国総督を務めた。

## 生涯・人物
フィリップ1世はバーデン辺境伯クリストフ1世とオッティーリエ・フォン・カッツェンエルンボーゲンの五男である。父クリストフ1世は領土の分割を防ごうとし、またフィリップを最も有能な息子と考えていたため、フィリップに全領土を継承させようと考えていた。そして、フィリップをバーデン家の同族であるハッハベルク＝ザウゼンベルク辺境伯フィリップの娘で女子相続人のヨハンナと結婚させ、これらの辺境伯の全てをフィリップが統治できるようにしようとした。しかしフランスの反対にあい、この計画は実現しなかった。
他の在俗の息子達の抵抗を受け、父クリストフ1世は後に2度遺書を変更した。フィリップの兄ベルンハルト3世はライン川左岸を、エルンストはハッハベルク、ウーゼンベルク、ザウゼンベルク、ロッテルンおよび南バーデンのバーデンヴァイラーにあるバーデン城をそれぞれ継承することとなった。
フィリップはイタリア戦争においてフランス側について戦った。また、1501年にトルコとの戦争でヴェネツィアを支援したフランス艦隊の船を指揮した。
フィリップは治世中、南ドイツ全土において反乱に直面した。ブントシュー運動の延長でヨス・フリッツの指導のもと、農民たちは立ち上がり自身達の権利のために戦った。これはしばしば虐待や暴力につながった。反乱軍はドゥルラハを通りゴッテスアウエ修道院まで進軍したが、フィリップの目の前で修道院は略奪され完全に破壊された。フィリップは反乱軍の家を攻撃することで反撃し、ベルクハウゼンでは3軒の家が放火された。しかし、本当の狙いはシュパイヤー司教ゲオルクの領土であり、司教ゲオルクは最終的にハイデルベルクのプファルツ選帝侯の宮廷に逃げ込んだ。選帝侯ルートヴィヒ5世とその軍隊が反乱を鎮圧したのは1525年になってからであった。1525年5月25日、フィリップ1世は農民とレンヒェン条約を結んだ。
フィリップ1世は1533年に男子継承者を残さずに死去し、バーデン＝バーデンの参事会教会に埋葬された。6人の子供のうち娘のマリア・ヤコベア（1507年 - 1580年）だけが成人した。1522年にマリア・ヤコベアはバイエルン公ヴィルヘルム4世と結婚した。フィリップ1世の兄弟エルンストとベルンハルト3世はフィリップ1世の領土を分割した。その結果成立したバーデン＝ドゥルラハ辺境伯領とバーデン＝バーデン辺境伯領は1771年に再統合された。

## 子女
1503年1月23日にプファルツ選帝侯フィリップの娘エリーザベト（1483年11月16日 - 1522年6月24日）と結婚した。この結婚で6子が生まれた。
- マリア・ヤコベア（1507年6月25日 - 1580年11月16日） - 1522年にマリア・ヤコベアはバイエルン公ヴィルヘルム4世と結婚
- フィリップ（1508年 - 1509年）
- フィリップ・ヤーコプ（1511年）
- マリー・エーファ（1513年11月10日 - 1513年11月11日）
- ヨハン・アダム（1516年）
- マックス・カスパー（1519年）